# Svartetjärnet (Dalskogs socken, Dalsland)
Svartetjärnet är en sjö i Melleruds kommun i Dalsland och ingår i Göta älvs huvudavrinningsområde.